# Сьючо, Роберто
Роберто Сьючо Нейра или Сяо Таотао (исп. Roberto Siucho Neira; род. 7 февраля 1997 года, Лима, Перу) — китайский футболист, ранее выступавший за Перу. В настоящее время выступает на позиции полузащитника клуба первой лиги Китая «Куньшань».

## Клубная карьера
Сьючо — воспитанник клуба «Университарио» из своего родного города. В 2011 году он стал лучшим бомбардиром молодёжного первенства, забив 19 голов в 32 матчах. В 2013 Роберто был включён в заявку основы. 15 июля в матче против «Реал Гарсиласо» он дебютировал в перуанской Примере, заменив во втором тайме Карлоса Оласкуагу. В своём первом сезоне Сьючо стал чемпионом Перу. 28 марта 2014 года в поединке против боливийского «Стронгеста» он дебютировал в Кубке Либертадорес. 10 августа 2015 года в матче против «Спорт Лорето» Роберто забил свой первый гол за «Университарио».

## Карьера в сборной
В 2013 году в составе юношеской сборной Перу Сьючо принял участие в юношеском чемпионате Южной Америки в Аргентине. На турнире он сыграл в матчах против команд Боливии, Чили, Аргентины, Парагвая, Венесуэлы и дважды Уругвая.
В 2015 году в составе молодёжной сборной Перу Сьючо принял участие молодёжном чемпионате Южной Америки в Уругвае. На турнире он сыграл в матчах против команд Эквадора, Боливии, Колумбии, Аргентины и дважды Парагвая.
В 2017 года Сьючо во второй раз принял участие в молодёжном чемпионате Южной Америки в Эквадоре. На турнире он сыграл в матче против команды Аргентины, Боливии, Венесуэлы и Уругвая. В поединках против аргентинцев и венесуэльцев Роберто забил два гола.

## Достижения
Командные
 «Университарио»
- Чемпионат Перу по футболу — 2013